# Gonçalo Cardoso
Gonçalo Benito Soares Cardoso, noto semplicemente come Gonçalo Cardoso (Marco de Canaveses, 21 ottobre 2000), è un calciatore portoghese, difensore del Paços Ferreira.

## Caratteristiche tecniche
È un difensore centrale.

## Carriera

### Club
Cresciuto nel settore giovanile del Penafiel, nel 2017 è stato acquistato dal Boavista. Ha esordito in prima squadra il 7 ottobre 2018 disputando l'incontro di campionato vinto 1-0 contro il Desp. Aves.
Il 6 agosto 2019 si trasferisce al West Ham Utd, venendo sin da subito relegato nella formazione giovanile, dove trascorre tre anni prima di passare, il 30 gennaio 2021, in prestito al Basilea.

### Nazionale
Ha giocato nelle nazionali giovanili portoghesi Under-19 ed Under-20.